# Сосновка (Бородулихинский район)
Сосновка (каз. Сосновка) — село в Бородулихинском районе Абайской области Казахстана. Входит в состав Новодворовского сельского округа. Код КАТО — 633857500.

## Население
В 1999 году население села составляло 399 человек (207 мужчин и 192 женщины). По данным переписи 2009 года, в селе проживало 345 человек (194 мужчины и 151 женщина).